# Bundesverband Sicherheitspolitik an Hochschulen
Der Bundesverband Sicherheitspolitik an Hochschulen (BSH) ist das größte Nachwuchsnetzwerk außen- und sicherheitspolitisch orientierter Hochschulgruppen an deutschen Universitäten und Hochschulen. Seine Arbeit als überparteilicher Dachverband wird auf dem Gebiet der sicherheitspolitischen Bildung finanziell über den Verband der Reservisten der Deutschen Bundeswehr mittelbar vom Deutschen Bundestag gefördert. Die Mitgliedschaft ist kostenlos und steht allen immatrikulierten Studenten, Doktoranden und Hochschulmitarbeitern offen. Der BSH wurde am 9. Oktober 2008 von Bundespräsident Horst Köhler als Ort im Land der Ideen ausgewählt.

## Zweck
Als sicherheitspolitisches Nachwuchsnetzwerk sieht sich der Bundesverband Sicherheitspolitik an Hochschulen als Mittler und Multiplikator außen- und sicherheitspolitisch relevanter Themen für Wissenschaft, Politik und Gesellschaft.
Gemäß seiner Satzung hat er das Ziel:

„[…] unter dem akademischen Nachwuchs den sachlichen und
wissenschaftlichen Diskurs über außen- und sicherheitspolitische Themen zu fördern.“

Dabei beabsichtigt der Verband als akademisches Forum die interdisziplinäre Förderung einer gesamtgesellschaftlichen Debatte durch Vorträge, Kolloquien, Seminare, Exkursionen und wissenschaftliche Publikationen.

## Leitbild
Der Verband und die in ihm zusammengeschlossenen Hochschulgruppen vertreten die Werte der freiheitlich demokratischen Grundordnung und arbeiten überparteilich und überkonfessionell.
In dem durch die außerordentliche Mitgliederversammlung am 28. Oktober 2012 beschlossen Grundsatzprogramm heißt es:

„Der BSH stützt sich bei seiner Arbeit auf einen umfassenden Sicherheitsbegriff. Die Pluralität seiner Mitglieder und die Vielzahl der im BSH vereinten akademischen Hintergründe erlauben es dem Verband dabei, sicherheitspolitische Themen interdisziplinär zu beleuchten und dadurch ihrer Komplexität gerecht zu werden.“

Das Engagement im Verband ist grundsätzlich ehrenamtlich.

## Struktur
Das höchste Gremium des BSH ist die Bundesversammlung, die einmal im Jahr aus Delegierten und Gästen aller Hochschulgruppen zusammentritt. Die Bundesversammlung wählt satzungsgemäß jährlich den Bundesvorstand, der für die Gestaltung der Arbeit auf Bundesebene verantwortlich ist. Der Bundesvorstand setzt sich aus einem Vorsitzenden und mehreren stellvertretenden Vorsitzenden zusammen. Der aktuelle Bundesvorstand besteht aus vier gewählten stellvertretenden Vorsitzenden mit den Ressorts Hochschulgruppenarbeit, Akademien, Seminare und Exkursionen sowie Publikationen. Den Vorstandsmitgliedern und ihren jeweiligen Ressorts sind Beauftragte zugeordnet, welche sie in ihrer Arbeit unterstützen. Die Beauftragten werden durch den Bundesvorstand für ein Jahr ernannt. Die im BSH zusammengeschlossenen Hochschulgruppen gestalten und bestimmen ihre inhaltliche und organisatorische Arbeit selbstständig. Sie können zur Finanzierung ihrer Aktivitäten auf Mittel des Bundesverbandes zurückgreifen. Die Mittel werden durch den Verband der Reservisten der Deutschen Bundeswehr als Zuwendungsempfänger des Bundes verwaltet.

## Geschichte

### Vorgeschichte
Die Geschichte außen- und sicherheitspolitischer Hochschulgruppen in Westdeutschland beginnt 1959 mit der Gründung der Unabhängigen Hochschulgruppen für Wehrkunde sowie 1962 mit dem Ring wehrpolitischer Hochschulgruppen. Die Gründung der Bundesvereinigung Sicherheitspolitischer Hochschulgruppen gilt als weiterer Schritt zu einer außen- und sicherheitspolitischen Hochschulorganisation. Die drei Vorgängerorganisation hatten jedoch keinen Bestand und sind daher keine direkten Vorläuferorganisationen des BSH.

### Gründung und Vorgänger BSR
Die Bundesarbeitsgemeinschaft Studierende Reservisten (BAGStudRes) wurde am 30. März 1985 von 27 Studenten der Universitäten Aachen, Gießen, Mainz, Heidelberg, Augsburg, Regensburg, München, Kiel, Nürnberg-Erlangen, Braunschweig, Hannover, Göttingen, Bonn, Bielefeld, Köln und Lippe in den Räumlichkeiten der Sanitätsakademie der Bundeswehr in München gegründet. Neben dem Hauptsitz in Bonn wurde eine Geschäftsstelle in Bielefeld eingerichtet. Die "BAGStudRes" (abgekürzt "BSR") bestand bis 2005 und ist die Vorgängerorganisation des Bundesverbands Sicherheitspolitik an Hochschulen. Im Zuge der Öffnung der BSR für ungediente Studierende benannte sich die BSR im Jahr 2005 in Bundesverband Sicherheitspolitik an Hochschulen um und gab sich eine neue Satzung. Sein Sitz ist heute in Berlin.

### Wissenschaft und Sicherheit
Die Schriftenreihe Wissenschaft und Sicherheit (WiSi) wurde zwischen 2005 und 2014 regelmäßig herausgegeben. Insgesamt sind sieben Sammelbände der Schriftenreihe im Berliner Wissenschafts-Verlag erschienen, u. a. zu den Themen Medien und Terrorismus, den deutsch-israelischen Sicherheitsbeziehungen sowie dem Zeitalter der Einsatzarmee.

### Logo
Das Logo des BSH, welches eine stilisierte Eule und einen Igel zeigt, wurde von der BSR übernommen. Während die Eule als Symbol für Weisheit auch Einsicht verkörpert, steht der Igel für Wehrhaftigkeit und Scharfsinn.

## Veranstaltungen

### Veranstaltungen der Hochschulgruppen
Unter dem Dach des BSH schließen sich die Hochschulgruppen und Initiativen zusammen. Die Hochschulgruppen (HSGn) sind eigenständige Studierendengruppen, die sich an ihrem Hochschulstandort mit dem Thema Sicherheits- und Außenpolitik auseinandersetzen. Dabei sind sie frei in der konkreten Ausgestaltung ihrer Arbeit. Häufig genutzte Formate sind Podiumsdiskussionen, Exkursionen oder Vorträge, die den interessierten Studierenden das Thema Sicherheitspolitik näherbringen und Raum für gemeinsamen Austausch bieten. Die Initiativen unterscheiden sich in ihrem Status innerhalb des BSH von den HSGn. Sie bilden die Vorstufe zu einer Hochschulgruppe, um zunächst die Arbeit an der Hochschule und im Team zu festigen. Wenn dies gut funktioniert, werden sie auf Antrag durch den gewählten Bundesvorstand zur Hochschulgruppe ernannt und dürfen ab diesem Zeitpunkt das Corporate Design des BSH nutzen. Mit Stand Oktober 2024 vereint der BSH 25 Hochschulgruppen und fünf Initiativen. Diese erreichten mit ihren Veranstaltungen pro Semester über 2.000 Interessierte und behandelten dabei Themen wie die Zeitenwende, Desinformation und Klimawandel, Weltraumsicherheit, ziviles Konfliktmanagement oder sicherheitspolitische Herausforderungen in der Arktis. Exkursionen geben Studierenden die Chance, einen Blick in die Institutionen der Sicherheitspolitik zu werfen. So besuchten verschiedene Hochschulgruppen u. a. das Bundesministerium der Verteidigung, die Bundesakademie für Sicherheitspolitik, oder das Bundeskriminalamt. Auch bei Großveranstaltungen wie der Berlin Security Conference sind die Hochschulgruppen vertreten und fördern damit einen generationsübergreifenden sicherheitspolitischen Austausch.

### Hochschulgruppe des Jahres
Seit 2011 wird jährlich eine HSG zur Hochschulgruppe des Jahres gekürt. Dabei wird neben der Anzahl der abgehaltenen Veranstaltungen u. a. die Öffentlichkeitsarbeit der Hochschulgruppe berücksichtigt. Während im Jahr 2018 der Arbeitskreis für Sicherheitspolitik an der Universität Münster (ASIUM) gekürt wurde, ist die Hochschulgruppe für Sicherheits- und Außenpolitik in Bremen sowohl 2019 als auch 2020 als HSG des Jahres ausgezeichnet worden. Im Jahr 2024 wurde die Hochschulgruppe aus Frankfurt a. M. ausgezeichnet.

### Grundakademie
Die Sicherheitspolitische Grundakademie ist ein viertägiges Seminar, das dreimal jährlich in Berlin stattfindet und Studierenden die Möglichkeit gibt, erstmals mit dem breiten Feld der Außen- und Sicherheitspolitik in Kontakt zu treten und mit hochkarätigen Referenten aus Forschung und Praxis zu diskutieren. Die Vorträge und Gespräche des Seminars befassen sich thematisch mit grundlegenden Fragen der deutschen Außen- und Sicherheitspolitik, von traditionellen Grundlinien, über aktuelle Konflikte bis hin zu Herausforderungen der Zukunft. Die Struktur des Seminars gliedert sich in einen Theorie- und einen Praxisteil. Im Theorieteil stellen Forscher aus Think Tanks und Beratungen, Wissenschaftler von Hochschulen sowie Experten aus der Praxis die Grundlagen der Sicherheitspolitik und aktuelle Brennpunkte vor, vertiefen diese und geben einen Einblick in ihre wissenschaftliche Arbeit sowie ihre Erfahrungen vor Ort. Im Praxisteil wird Sicherheitspolitik durch Besuche von Botschaften, Bundesministerien, dem Bundestag und anderen einschlägigen Institutionen erlebbar gemacht.

### Aufbauakademie
Die Sicherheitspolitische Aufbauakademie ist ein seit 2011 jährlich stattfindendes viertägiges Seminar in Berlin, das Studierenden die Möglichkeit bietet, einen vertieften Einblick in ein spezielles, jährlich wechselndes Themenfeld der Außen- und Sicherheitspolitik zu erhalten. Im Seminarangebot des BSH baut die Aufbauakademie auf die Grundlagen, die in den Sicherheitspolitischen Grundakademien gesetzt werden, auf, und ermöglicht einen tieferen akademischen Einblick in die Welt der Sicherheitspolitik. Wie die Grundakademie ist auch die Aufbauakademie in einen Theorie- und einen Praxisteil unterteilt.

### Seminarreihe Analyzing Patterns of Security Actors (APSA)
Die Seminarreihe Analyzing Patterns of Security Actors (APSA) ist im Jahr 2024 neu gestartet. Neben Einblicken in die Arbeitsweise verschiedener Organisationen, bietet die Seminarreihe Workshops zu sicherheitspolitischen Methoden wie Entscheidungsfindungsprozessen der Bundeswehr, Strategischer Vorausschau und Wargaming. Das Seminar ist dabei zweigeteilt konzeptioniert. Zum einen werden Vorträge und Diskussionen ausgewählter international agierender Organisationen dafür verwendet, Einblicke in die Denkweise von Entscheidungsträgern zu geben. Des Weiteren werden die Teilnehmerin Form von mehrstündigen Workshops praxisnah an Abläufe sicherheitspolitischer Akteure herangeführt.

### Kooperationsseminar
Seit 2016 führt der BSH in Kooperation mit dem Zentrum Informationsarbeit Bundeswehr (ZInfoABw) in Strausberg jährlich ein Seminar zu einem aktuellen sicherheitspolitischen Thema durch. Dabei liegt das Augenmerk auf den unterschiedlichen Perspektiven und Herangehensweisen verschiedener Institutionen und Ministerien, wie auch der wissenschaftlichen Einordnung aktueller Entwicklungen. Die Teilnehmer haben im Rahmen des Seminars Gelegenheit, sich detailliert mit einem spezifischen Themenbereich deutscher Außen- und Sicherheitspolitik auseinanderzusetzen. Schwerpunktthema waren bislang u. a. die Gemeinsame Sicherheits- und Verteidigungspolitik der EU (GSVP) und die PESCO (2018) sowie die deutsch-französische Partnerschaft und die Bedeutung des Führungsduos für Europa (2019).

### Streitkräfteseminar
Das einmal im Jahr stattfindende Seminar in Koblenz ist ein weiterer Pfeiler der sicherheitspolitischen Grundlagenarbeit des BSH. Es wird zusammen mit dem Zentrum Innere Führung (ZInFü) der Bundeswehr organisiert und durchgeführt. Ziel des Seminars ist es, den Teilnehmern ein Kennenlernen der Bundeswehr als sicherheitspolitischer Akteur zu ermöglichen. Dabei wird insbesondere das Konzept der Inneren Führung als Leitbild der Soldaten beleuchtet. Neben den Inhalten zu den Grundlinien deutscher Sicherheitspolitik, der Einbindung in das kollektive Verteidigungssystem NATO und die Integration in die EU sind auch die rechtlichen Aspekte der Auslandseinsätze der Bundeswehr sowie deren Legitimation Gegenstand des umfassenden Seminarprogramms.

### Joint Cooperation
Der BSH bietet, in Kooperation mit dem Kommando Zivil-Militärische Zusammenarbeit (KdoZMZBw) der Bundeswehr in Nienburg, Studierenden und jungen Graduierten die Möglichkeit an der internationalen Übung Joint Cooperation im Rahmen der Zivil-militärischen Zusammenarbeit teilzunehmen. Im Rahmen der Übung Joint Cooperation trainieren rund 350 CIMIC- sowie zivile Einsatz und Hilfskräfte aus über 20 EU- und NATO-Mitgliedsstaaten die gemeinsame zivil-militärische Zusammenarbeit im Rahmen eines fiktiven Krisenszenarios. Die Übung vereint Planungs- und Führungsprozesse auf Stabsebene mit Übungselementen der praktischen Umsetzung. Dabei stellen über 120 Rollenspieler aus kommunaler Verwaltung, Wirtschaft, den Blaulichtorganisationen und der Bevölkerung der angrenzenden Landkreise ein einmalig realistisches Übungsszenario dar. Damit ist Joint Cooperation die NATO-weit größte multinationale Übung zivil-militärischer Zusammenarbeit.

### Simulation "UN Mission HQ"
Die zweiwöchige Simulation "UN Mission HQ" ist Bestandteil der zweijährigen Generalstabsausbildung an der Führungsakademie der Bundeswehr in Hamburg, dem Lehrgang künftiger Führungskräfte der Bundeswehr. Ziel des Lehrgangs, an dem regelmäßig Vertreter des BSH teilnehmen, ist die Vorbereitung künftiger Stabsoffiziere auf Verwendungen in Friedenseinsätzen der Vereinten Nationen. Diese Einsätze werden als „integrierte Missionen“ durchgeführt, um die Effizienz des Friedensengagements der Vereinten Nationen zu gewährleisten. Um die Übung möglichst realistisch und einsatznah zu gestalten, nehmen neben Offizieren der Bundeswehr auch Angehörige der Polizei, des THW, des DRK und anderen zivilen Organisationen teil. Ziel ist es, den Teilnehmern nicht nur Einblicke in die Rolle der Bundeswehr im Rahmen von Blauhelmeinsätzen, sondern auch in das Zusammenspiel von militärischen und zivilen Maßnahmen im Rahmen von UN-Missionen zu ermöglichen. Damit bietet der Lehrgang einen umfassenden Einblick in die Planungskultur der Vereinten Nationen sowie die damit zusammenhängenden politischen und operativen Aspekte.

### Exkursionen
Im April 2019 reiste eine Gruppe von 20 Teilnehmern im Rahmen der I. Internationalen Sicherheitspolitischen Exkursion des BSH nach Estland, Lettland und Litauen, um sich detaillierte Einblicke in die sicherheitspolitische Situation vor Ort und das deutsche Engagement an der östlichen Flanke der NATO zu verschaffen. Programmpunkte der sechstägigen Reise waren u. a. Besuche in der Estonian Academy of Security Sciences, dem NATO Cooperative Cyber Defence Centre of Excellence, der Verstärkung des Air Policing Baltikum, dem NATO Strategic Communications Centre of Excellence, der Deutschen Botschaft in Vilnius, dem deutschen Anteil der Very High Readiness Joint Task Force der NATO sowie der NATO Force Integration Unit.

### Online Veranstaltungen
Im Zuge der Entwicklungen um die COVID-19-Pandemie hat der BSH sein Veranstaltungsangebot seit 2020 um Online-Seminare erweitert. Über die Plattform ZOOM diskutieren Teilnehmer und Referenten aus Forschung und Praxis ein breites sicherheitspolitisches Themenspektrum.

## Publikationen

Verliehen am 9. Oktober 2008

Der Verband hat es sich zur Aufgabe gemacht, zur akademischen sicherheitspolitischen Diskussion beizutragen und die öffentliche Debatte zu sicherheitspolitischen Themen anzuregen. Zu diesem Zweck führt er nicht nur Veranstaltungen durch, sondern etablierte auch ein breites Angebot an Publikationen, die vor allem durch die in den Hochschulgruppen des BSH organisierten Nachwuchswissenschaftler bedient werden. Damit leistet der BSH einen wichtigen Beitrag zum Einstieg in das wissenschaftliche und journalistische Publizieren für junge Akademiker.
Insbesondere für die publizistische Tätigkeit im Rahmen des Projektes Wissenschaft und Sicherheit erhielt der BSH für die Schriftenreihe vom Bundespräsidenten, der Bundesregierung und der deutschen Wirtschaft verliehen Titel Ausgewählter Ort im Land der Ideen.

### Goldene Eule
Der Bundesvorstand des BSH zeichnet mit dem Nachwuchsförderpreis Goldene Eule regelmäßig herausragende Abschlussarbeiten zu sicherheitspolitischen Themen aus. Der Preis wird im Zwei-Jahres-Rhythmus in den Kategorien Bachelor- und Masterarbeit verliehen. Je Kategorie ist die Auszeichnung mit 1.000 € Preisgeld dotiert. Die Auswahl der zu würdigenden Abschlussarbeiten erfolgt durch ein beidseitig anonymes Gutachterverfahren, bei dem pro Einreichung mindestens drei Experten aus Wissenschaft und Lehre die Arbeit anhand eines einheitlichen Bewertungsbogens begutachten.
Jede Verleihung der Goldenen Eule steht im Rahmen eines Schwerpunktthemas. Die bisherigen Themen lauteten:
- Die sicherheitspolitische Streitkultur in der Bundesrepublik Deutschland (2011)
- Arabischer Frühling - Transformationsprozesse und politische Umbrüche im Nahen und Mittleren Osten (2013)
- Sicherheit in Subsahara Afrika: Akteure, Strukturen und Prozesse (2015)
- Maritime Sicherheit im 21. Jahrhundert (2017)
- Deutschlands Sicherheitspolitik in der MENA und Sahel-Region (2019)[18]
- Europäische Außen- und Sicherheitspolitik (2021)
- Vergessene Konflikte, Unterschätzte Sicherheitsrisiken (2023)

### WiSi-Online
Im Jahr 2004 begründete der BSH die Onlinepublikation Wissenschaft und Sicherheit – Online, die sich unter dem Namen WiSi-Online in Wissenschaft und Fachpolitik etabliert hat. Die Schriftenreihe ist mit einer ISSN in der Deutschen Nationalbibliothek eingetragen und ermöglicht jungen Akademikern einen unkomplizierten Einstieg in das wissenschaftliche Publizieren. Seit der Neuauflage im Jahr 2015 erschienen neun wissenschaftliche Beiträge, die verschiedenste Themenbereiche der Sicherheitspolitik abdecken:
- The coming of age of German security policy: German strategic culture between continuity and change (2015)
- AIIB, Silk Road und ein multinationales Win-Win-Game? Ein erster Blick auf Chinas neue Infrastruktur-Außenpolitik (2015)
- Humanitarian Intervention: What is it good for? (2016)
- Risk in EU Counter-Terrorism: A Critique of Risk Assessment-Based Policymaking (2017)
- Digital natives and online identity construction: How does the internet facilitate radicalization? (2017)
- Deviating from the Historic Path: The Reasoning behind South Africa’s Attempt to Withdraw from the International Criminal Court (2018)
- The Crimean Intervention: Divisionary Use of Force in Russia’s Foreign Policy? (2019)
- The Impact and Diversity of Mediation Leverage: An Interim Summary (2019)
- Zeit, das Schweigen zu brechen? Israelische Optionen gegenüber einem nuklearen Iran (2019)[20]